# Margaroniini
Margaroniini is een geslachtengroep van vlinders van de familie van de grasmotten (Crambidae), uit de onderfamilie van de Spilomelinae. De wetenschappelijke naam voor deze geslachtengroep werd voor het eerst gepubliceerd in 1889 door Swinhoe en Cotes. 